# Ядлівчак австралійський
Ядлівча́к австралійський (Colluricincla rufogaster) — вид горобцеподібних птахів родини свистунових (Pachycephalidae). Мешкає в Австралії і на Новій Гвінеї. Раніше вважався конспецифічним з лісовим ядлівчаком.

## Підвиди
Виділяють три підвиди:
- C. o. tappenbecki Reichenow, 1898 — східну узбережжя Австралії (від річки Бердекін в Квінсленді до північного сходу Нового Південного Уельсу);
- C. o. madaraszi (Rothschild & Hartert, E, 1903) — узбережжя регіону Транс-Флай на півдні Нової Гвінеї, острови Торресової протоки і північ півострова Кейп-Йорк;
- C. o. maeandrina (Stresemann, 1921) — північний схід Квінсленду (між річками Бердекін та Індевор[en]).

## Поширення і екологія
Австралійські ядлівчаки живуть переважно у рівнинних і гірських вологих тропічних лісах і на узліссях, трапляються в мангрових лісах. Зустрічаються поодинці або парами, іноді невеликими зграйками. Живляться комахами та іншими безхребетними, яких шукають серед листя. 